# بينالوا
بلدية بينالوا (بالإسبانية: Benalúa) هي بلدية تقع في مقاطعة غرناطة التابعة لمنطقة أندلوسيا جنوب إسبانيا.

## الديموغرافيا
بلغ عدد سكان بلدية بينالوا 3.370 نسمة عام 2011 (وفقاً للمعهد الوطني الإسباني للإحصاء).
| 3.357 | 3.327 | 3.210 | 3.288 | 3.300 | 3.326 | 3.370 |

## أعلام
- أنطونيو مارين مولينا